# Triphaenopsis modesta
Triphaenopsis modesta là một loài bướm đêm trong họ Noctuidae.